# Erdőmocsolya
Erdőmocsolya (1899-ig Mocsolya szlovákul: Mocidľany) Jernye településrésze, korábban önálló falu Szlovákiában, az Eperjesi kerület Kisszebeni járásában.

## Fekvése
Kisszebentől 5 km-re délnyugatra, a Kis-Szinye-patak partján fekszik. Jernyének a Kis-Szinye bal oldalán fekvő részét képezi.

## Története
Magyar nevének előtagját erdős vidékéről kapta.
A 18. század végén Vályi András így ír róla: „MOCSOLYA. Mosoro. Tót falu Sáros Várm. földes Ura Usz Uraság, lakosai többfélék, fekszik Ternyéhez nem meszsze, mellynek filiája, egy nyomása sovány, a’ többi pedig jó gabonát terem, réttye, legelője van, erdeje, piatzozó helye sints meszsze.”
Fényes Elek 1851-ben kiadott geográfiai szótárában így ír a faluról: „Mocsolya, tót falu, Sáros vmegyében, Ternyéhez 1/2 órányira: 261 kath., 13 evang. lak. Jó föld; Vizimalom. Erdő. Úsz. Ut. posta Eperjes.”
1910-ben 271, túlnyomórészt szlovák lakosa volt. A trianoni diktátum előtt Sáros vármegye Kisszebeni járásához tartozott.

## Lásd még
- Jernye